# Dudley Benjafield

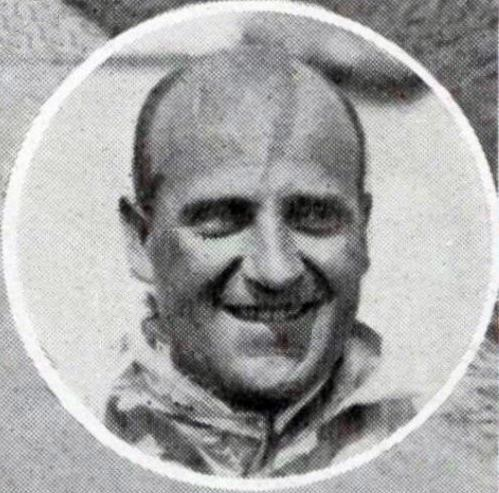
Dudley Benjafield 1927

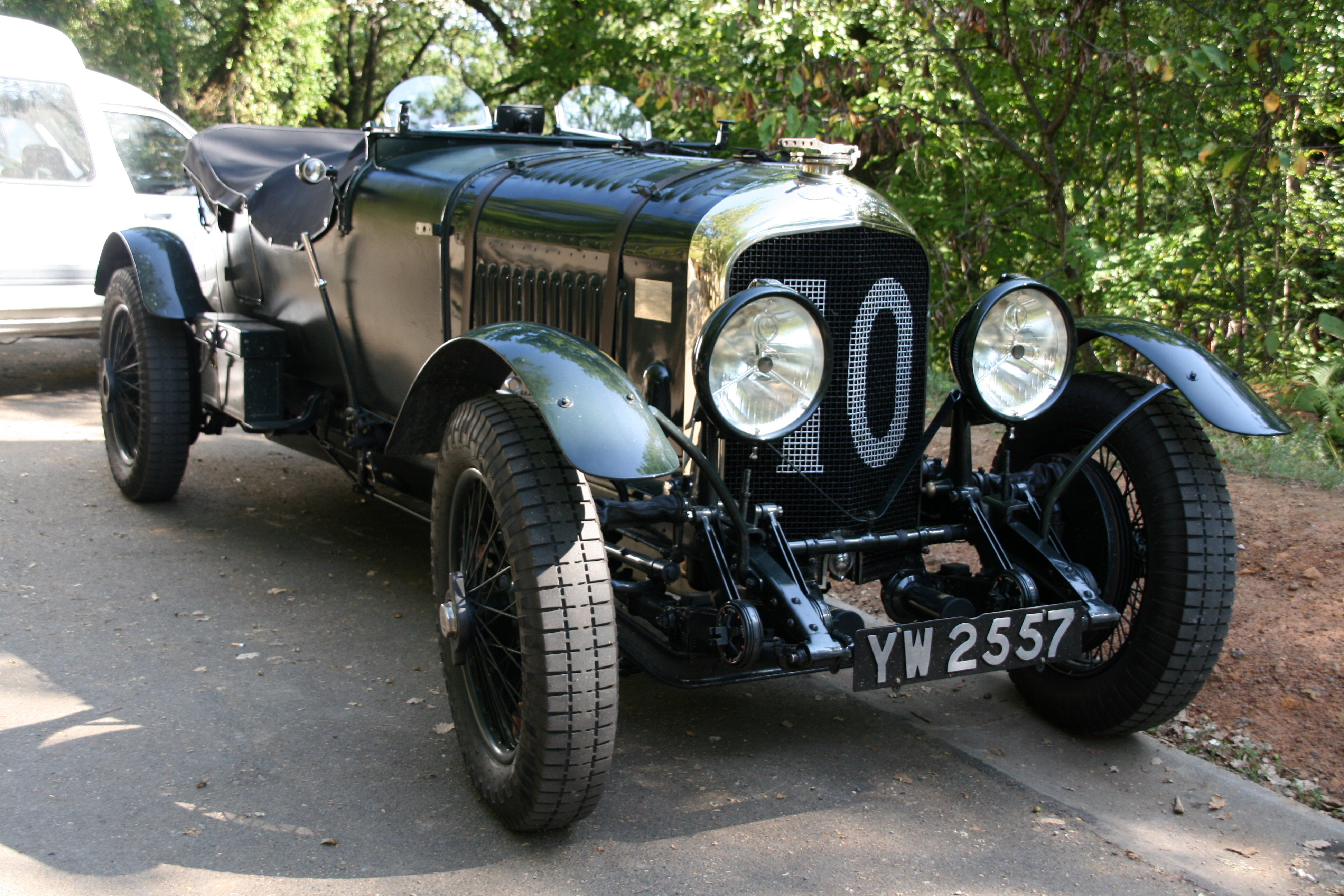
Der Bentley 4,5 Litre mit dem Benjafield 1929 Gesamtdritter in Le Mans wurde

Joseph Dudley „Benjy John“ Benjafield (* 6. August 1887 in London Borough of Enfield; † 20. Januar 1957 in London) war ein britischer Bakteriologe, Autorennfahrer und einer der Bentley Boys.

## Karriere
Dudley Benjafield studierte Medizin an der University of London und wurde 1912 zum Doktor der gesamten Heilkunde promoviert. Er spezialisierte sich auf Bakteriologie und diente im Ersten Weltkrieg als Arzt der britischen Armee in Ägypten. 1918 arbeitete er in Großbritannien intensiv an der Eindämmung der Spanischen Grippe.
Benjafield interessierte sich von Jugend an für den Motorsport und begann Anfang der 1920er-Jahre selbst Rennen zu fahren. Erste Erfolge brachten ihm einen Werksvertrag bei Bentley ein. Siebenmal war er beim 24-Stunden-Rennen von Le Mans am Start. Größter Erfolg war der Gesamtsieg 1927, den er sich gemeinsam mit Sammy Davis sicherte, obwohl der Bentley 3 Litre nach einem Massenunfall, in den Davis verwickelt war, nur notdürftig repariert war. Das Team profitierte aber vom Ausfall des Ariès von Jean Chassagne, der knapp vor dem Rennende nach Problemen mit dem Zündverteiler ausschied. 1929 kam er noch einmal auf das Siegespodest, als er gemeinsam mit dem Franzosen André d’Erlanger wieder einen Bentley fuhr und Dritter in der Gesamtwertung wurde.
Benjafield fuhr bis 1936 Autorennen und gründete den British Racing Drivers’ Club. Er starb 1957.

## Statistik

### Le-Mans-Ergebnisse
| Jahr | Team                              | Fahrzeug                    | Teamkollege             | Platzierung | Ausfallgrund |
| ---- | --------------------------------- | --------------------------- | ----------------------- | ----------- | ------------ |
| 1925 | Bentley Motors Ltd.               | Bentley 3 Litre Sport       | Herbert Kensington-Moir | Ausfall     | kein Benzin  |
| 1926 | Bentley Motors Ltd.               | Bentley 3 Litre Speed Model | Sammy Davis             | Ausfall     | Unfall       |
| 1927 | Bentley Motors Ltd.               | Bentley 3 Litre Super Sport | Sammy Davis             | Gesamtsieg  |              |
| 1928 | Bentley Motors Ltd.               | Bentley 4 ½ Litre           | Frank Clement           | Ausfall     | Kühler       |
| 1929 | Bentley Motors Ltd.               | Bentley 4 ½ Litre           | André d’Erlanger        | Rang 3      |              |
| 1930 | Hon. Dorothy Paget                | Bentley Blower C            | Giulio Ramponi          | Ausfall     | Motorschaden |
| 1935 | Arthur W. Fox und Charles Nicholl | Logonda M45R Rapide         | Sir Ronald Gunter       | Rang 13     |              |